# あした悪魔になあれ
「あした悪魔になあれ」は、1974年9月10日に発売された木之内みどりの2枚目のシングルである。

## 解説
作詞は阿久悠、作曲は三木たかし。カップリングは「その目がこわい」で7インチEPレコードとしてキャニオンレコードから発売された。
2004年4月よりポニーキャニオンより復刻発売された『ぼくらのベスト 1974-1976』シリーズのひとつ、「木之内みどり アナログ・アルバム完全復刻パッケージ」2枚組のDisc1、1曲目に収録され再販された。
また2017年5月にも「あした悪魔になあれ」「その目がこわい」の2曲を収録した7分シングルCDとしてミュージックグリッドより再販された。

## 収録曲
1. あした悪魔になあれ（3分18秒）
作詞：阿久悠／作曲・編曲：三木たかし
2. その目がこわい（2分45秒）
作詞：阿久悠／作曲：三木たかし／編曲：いしだかつのり